# Olle Westling
Olle Gunnar Westling, född 7 januari 1945 i Hanebo församling i Hälsingland, är en svensk socionom och tidigare kommunaltjänsteman. Han är far till prins Daniel av Sverige och farfar till prinsessan Estelle och prins Oscar.

## Biografi
Olle Westling, uppvuxen i Acktjära, började efter folkskolan arbeta som bud och butiksbiträde, bland annat i en järnhandel. Han deltog i frivillig FN-tjänst i Gazaremsan 1965–1966. Efter en period som, enligt en arbetskamrat framgångsrik, bilförsäljare fortbildade han sig via folkhögskola och socialhögskola och påbörjade därefter en karriär inom kommunal socialtjänst, vilken så småningom ledde honom till ett antal olika kommunala chefsposter. Då han vid årsskiftet 2008–2009 gick i pension var han chef för äldreomsorgen i Sandvikens kommun.
Olle och Ewa Westling träffade kungaparet vid ett tillfälle på 1980-talet, då kungaparet var på Eriksgata i Ockelbo. I sin egenskap av socialchef i kommunen höll då Olle Westling ett tal för kungaparet, vilket finns bevarat på film.

## Familj
Olle Westling är det fjärde barnet av fem till skogsarbetaren Anders Westling, ursprungligen Andersson (1900–1980) och Frida Berta Elisabet Westling, född Borg (1913–1998). Han har skogsfinsk påbrå och beskriver sig som stolt över dessa rötter.
Den 14 maj 1967 gifte sig Olle Westling med Ewa Westring. Paret har två barn – prins Daniel och dottern Anna Maria Westling Söderström (född 1970), som är gift och har två döttrar.
Olle Westling är morbror till den tidigare bandyspelaren, numera bandytränaren, Hans Åström. Han är även kusin till riksspelmannen Hugo Westling då deras fäder var tvillingar.